# سباستین همل
سباستین همل (انگلیسی: Sébastien Hamel؛ زادهٔ ۲۰ نوامبر ۱۹۷۵) بازیکن فوتبال اهل فرانسه است.
از باشگاه‌هایی که در آن بازی کرده‌است می‌توان به باشگاه فوتبال لوریان، باشگاه فوتبال اوسر، آ.اس موناکو، باشگاه فوتبال لو آور، باشگاه فوتبال لانس، باشگاه فوتبال المپیک مارسی، و باشگاه فوتبال تولوز اشاره کرد.